# Dead Man's Curve
«Dead Man's Curve» es una canción del dúo musical estadounidense Jan and Dean. Fue publicada el 7 de febrero de 1964 como el segundo y último sencillo de su cuarto álbum de estudio, Drag City.

## Escritura y temática

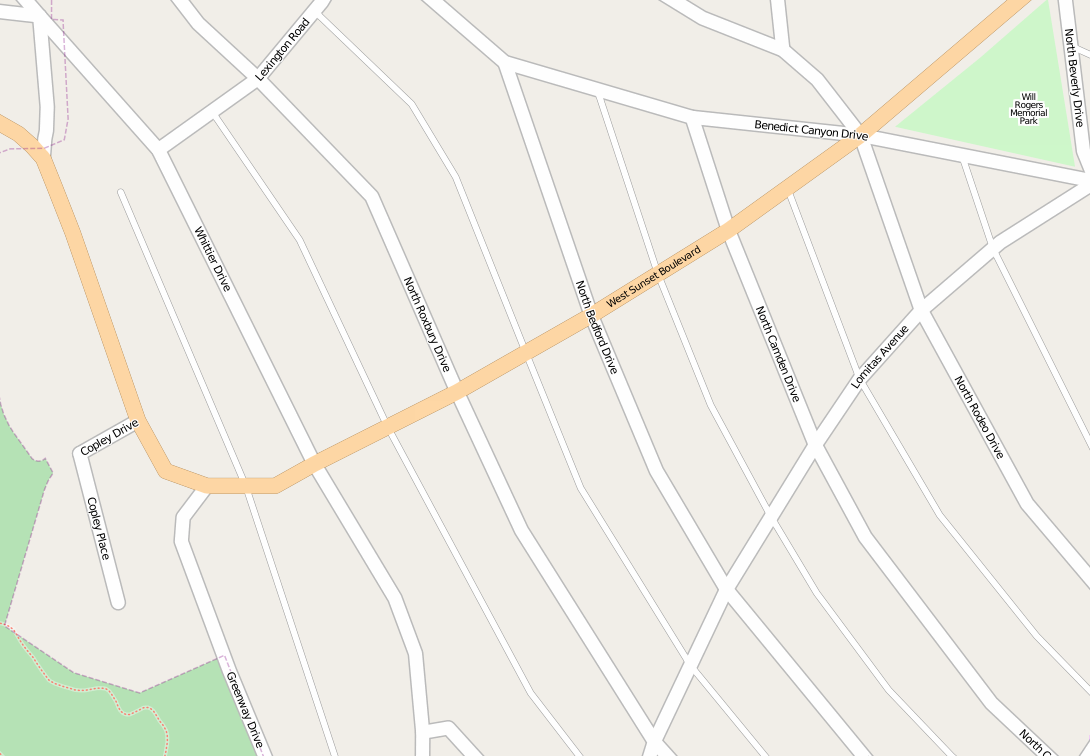
Vista aérea del mapa de Dead Man's Curve, un giro a la derecha de casi 90° que viaja hacia el oeste en Sunset Boulevard justo después de North Whittier Drive cerca de Sunset Blvd, en Beverly Hills, California.

La canción trata sobre un joven que muere mientras corre carreras en Sunset Boulevard. La canción se inspiró en un accidente real que ocurrió cerca del estudio de Jan y Dean, y el dúo incluso grabó el sonido del auto chocando para la canción. La historia se cuenta como una narración en primera persona que representa una carrera de coches de carreras que termina en un accidente. La letra menciona lugares reales en Los Ángeles donde el arrastramiento había sido una amenaza conocida. El desafío se lleva a cabo a lo largo de Sunset Strip, y además de mencionar las calles transversales de Vine, La Brea, Crescent Heights y Doheny, también se hace referencia a Schwab's Drug Store como un renombrado punto de referencia de Los Ángeles.

## Composición y arreglos
La canción fue compuesta por Brian Wilson, Jan Berry, Roger Christian y Artie Kornfeld en la casa de la madre de Wilson en Santa Mónica, California. Berry se encargó de la producción y los arreglos del sencillo. Musicalmente, «Dead Man's Curve» ha sido descrita como una canción de “death disc”, car song, surf pop, y rock & roll.

## Galardones
| Año  | Premio         | Categoría                              | Resultado   | Ref.  |
| ---- | -------------- | -------------------------------------- | ----------- | ----- |
| 2008 | Premios Grammy | Salón de la Fama de los Premios Grammy | Introducido | [ 8 ] |

## Créditos y personal
Créditos según Ronnie Schreiber.
Músicos
- Jan and Dean – voz principal y coros
- Glen Campbell – guitarra
- Leon Russell – teclados
- Hal Blaine – coros
- Earl Palmer – coros

## Posicionamiento

### Gráfica semanal
| Gráfica (1964)                     | Pico de posición |
| ---------------------------------- | ---------------- |
| Canadá (CHUM Chart)                | 39               |
| Estados Unidos (Billboard Hot 100) | 8                |
| Estados Unidos (Cashbox Top 100)   | 9                |

### Gráfica de fin de año
| Gráfica (1964)                     | Pico de posición |
| ---------------------------------- | ---------------- |
| Estados Unidos (Billboard Hot 100) | 28               |
| Estados Unidos (Cashbox Top 100)   | 70               |

## Otras versiones
La canción fue versionada por el dúo musical estadounidense The Carpenters en su álbum Now & Then. Tom DeLonge y Mark Hoppus de Blink-182 interpretaron la canción para la banda sonora de Shake, Rattle and Roll: An American Love Story.